# Фабіо Фірмані
Фабіо Фірмані (італ. Fabio Firmani, нар. 26 травня 1978, Рим) — італійський футболіст, що грав на позиції півзахисника. По завершенні ігрової кар'єри — спортивний функціонер.
Виступав, зокрема, за клуб «Лаціо», а також молодіжну збірну Італії.
Володар Кубка Італії. Володар Суперкубка Італії з футболу.

## Клубна кар'єра
Народився 26 травня 1978 року в місті Рим. Вихованець футбольної школи клубу «Лодіджані».
У дорослому футболі дебютував 1995 року виступами за команду клубу «Лодіджані», в якій провів один сезон, взявши участь у 20 матчах чемпіонату.
Згодом з 1996 по 2005 рік грав у складі команд клубів «Віченца», «Реджина», «Віченца», «К'єво», «Болонья», «Венеція» та «Катанія». Протягом цих років виборов титул володаря Кубка Італії.
Своєю грою за останню команду привернув увагу представників тренерського штабу клубу «Лаціо», до складу якого приєднався 2005 року. Відіграв за «біло-блакитних» наступні чотири сезони своєї ігрової кар'єри. За цей час додав до переліку своїх трофеїв титул володаря Суперкубка Італії з футболу.
Протягом 2009—2011 років захищав кольори клубів «Аль-Васл» та «Лаціо».
Завершив професійну ігрову кар'єру у клубі «Гуйчжоу Женьхе», за команду якого виступав протягом 2011—2012 років.

## Виступи за збірні
У 1996 році дебютував у складі юнацької збірної Італії, взяв участь у 7 іграх на юнацькому рівні.
Протягом 1998–2000 років залучався до складу молодіжної збірної Італії. На молодіжному рівні зіграв у 10 офіційних матчах, забив 1 гол.

## Титули і досягнення
- Володар Кубка Італії (1):

«Віченца»: 1996–97
- Володар Суперкубка Італії з футболу (1):

«Лаціо»: 2009
- Чемпіон Європи (U-21): 2000